# Бактрийско-Маргианский археологический комплекс
Бактрийско-Маргианский археологический комплекс (БМАК, англ. Bactria–Margiana Archaeological Complex; туркм. Baktriýa we Margiana arheologik toplumy) — одна из цивилизаций бронзового века, которая существовала на территории восточного Туркменистана, южного Узбекистана, северного Афганистана и западного Таджикистана в 2250—1700 гг. до н. э. — в одно время с Индской цивилизацией в Пакистане и Древневавилонским царством в Месопотамии.

## Истоки
Самая ранняя культура неолита Средней Азии – Джейтунская культура, которая начала распространяться в Южном Туркменистане и Северо-Восточном Иране около 6000 года до н.э. Затем последовали культуры Анау и Намазга, связанные с Бактрийско-Маргианской культурой.

### Теория Сарианиди
С тезисом о существовании такой цивилизации выступил в 1976 году советский археолог Виктор Сарианиди. По его мнению, основными центрами цивилизации были Гонур-Депе, Намазга-Тепе и Алтын-Депе в современном Туркменистане. Не исключено, что ядро цивилизации было расположено на территории Афганистана, либо Белуджистана, вследствие политической нестабильности недоступное ныне для археологических исследований. В связи с этим название археологической культуры в научных публикациях колеблется — среди прочих предлагаются термины «оксианская цивилизация», «цивилизация оазисов» и «бактрийско-маргианская культура».

## Характеристики

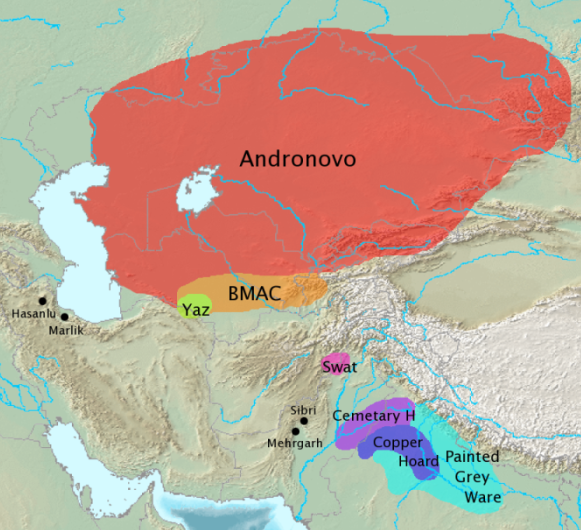
Археологические культуры, обычно связываемые с миграцией индоиранских народов (согласно Encyclopedia of Indo-European Cultures). Чаще всего с данными народами связывают Андроновскую, Маргианскую и Язскую культуры. Культуры кладбища H, медных кладов, сватская (гандхарская) и серой расписной керамики чаще рассматриваются как потомки местных доиндоевропейских культур.

Раскопками Массона и Сарианиди вскрыты фундаменты грандиозных для своего времени (в том числе и фортификационных) сооружений в Намазга-Тепе, Алтын-Депе и ряде других мест. Характерны нерасписная гончарная посуда, двухъярусные гончарные горны, медные и бронзовые литые изделия (ножи, кинжалы, зеркала), глиняные модели повозок. Открыты остатки многокомнатных домов, разделённых узкими улочками. Высоко развитые керамика и ювелирное дело указывают на наличие в городах большого числа ремесленников. В области искусства особую группу представляют небольшие статуэтки, составленные из разноцветных камней, изображающие сидящих женщин. Исследователи предполагают, что эти фигуры могут быть изображением богини-покровительницы или защитницы, связанной с загробным миром, плодородием, возрождением. Печати и прочие артефакты, обнаруженные в ареале существования предполагаемой цивилизации, принадлежат к художественной системе, имеющей связи с Месопотамией, Ираном и долиной Инда, но, в целом, представляющей собой самобытное явление. Кроме того, пиктограммы на одной из печатей могут свидетельствовать о наличии в поселениях Маргианской цивилизации особой системы письменности.

## Этнос и язык
Сам Сарианиди был склонен считать носителей цивилизации индоиранцами и пытался найти соответствия археологическим реалиям в «Авесте» и «Ведах».
Между тем в слоях маргианской цивилизации практически отсутствуют типичные для индоиранцев захоронения либо изображения лошадей, не имеется и свидетельств вооружённого вторжения с севера в Бактрию и Маргиану.
А. Лубоцкий исследовал индоарийскую лексику, не имеющую аналогов в общеиндоиранском словаре, и отметил, что данные слова относятся к сложной строительной, земледельческой и скотоводческой терминологии, соответствовавшей реалиям бактро-маргианской цивилизации, и с большой вероятностью относятся к субстратному языку данной цивилизации. В связи с этим более вероятным представляется отнесение носителей цивилизации к доиндоевропейскому населению Средней Азии. Согласно его выводам, индоиранский этнос занимал территорию к северу от оазисов маргианской цивилизации и активно контактировал с её носителями (см. андроновская культура).
Лубоцкий указывает на черты, отличающие гипотетический бактро-маргианский субстрат (слова которого встречаются как в иранских, так и индоарийских языках) от гораздо более позднего доведийского субстрата, предположительно связанного с культурой долины Инда, чьи слова встречаются только в индоарийских языках.
Франкфор и Транбле на основании аккадских текстовых и археологических свидетельств предложили отождествлять Маргиану с царством Мархаши. Мархашийские личные имена указывают на восточный вариант хурритского или другой язык ванской семьи. Среди военных наёмников и торговцев, причисляющих себя к Мархаши, присутствуют эламские имена.
Высказываются гипотезы о том, что носители цивилизации говорили на сино-кавказских, дравидских либо касситском языке.
Материала для определения языковой принадлежности древнемаргианского населения не сохранилось. Нет и свидетельств существования единой языковой общности на всей территории Бактрии и Маргианы. Не исключено, что носители маргианской цивилизации говорили на языке, близком к ныне изолированному бурушаски. Существует предположение о влиянии Джирофтской цивилизации на Бактрийско-Маргианскую культуру.

## Палеогенетика
У представителей БМАК определили митохондриальные гаплогруппы J1b3, J1c10, H14a, K1a1, HV, HV2, T1, R0, W4a, W6, U1a'c, U3a'c, U7, U7a3, R2, I1c и Y-хромосомные гаплогруппы G, G2a2a, R1b1, J, J1, J2a, J2a1, L1a, E1b1a1a1c2c3c, E1b1b1, R, R2a, T.

## Маргианские артефакты

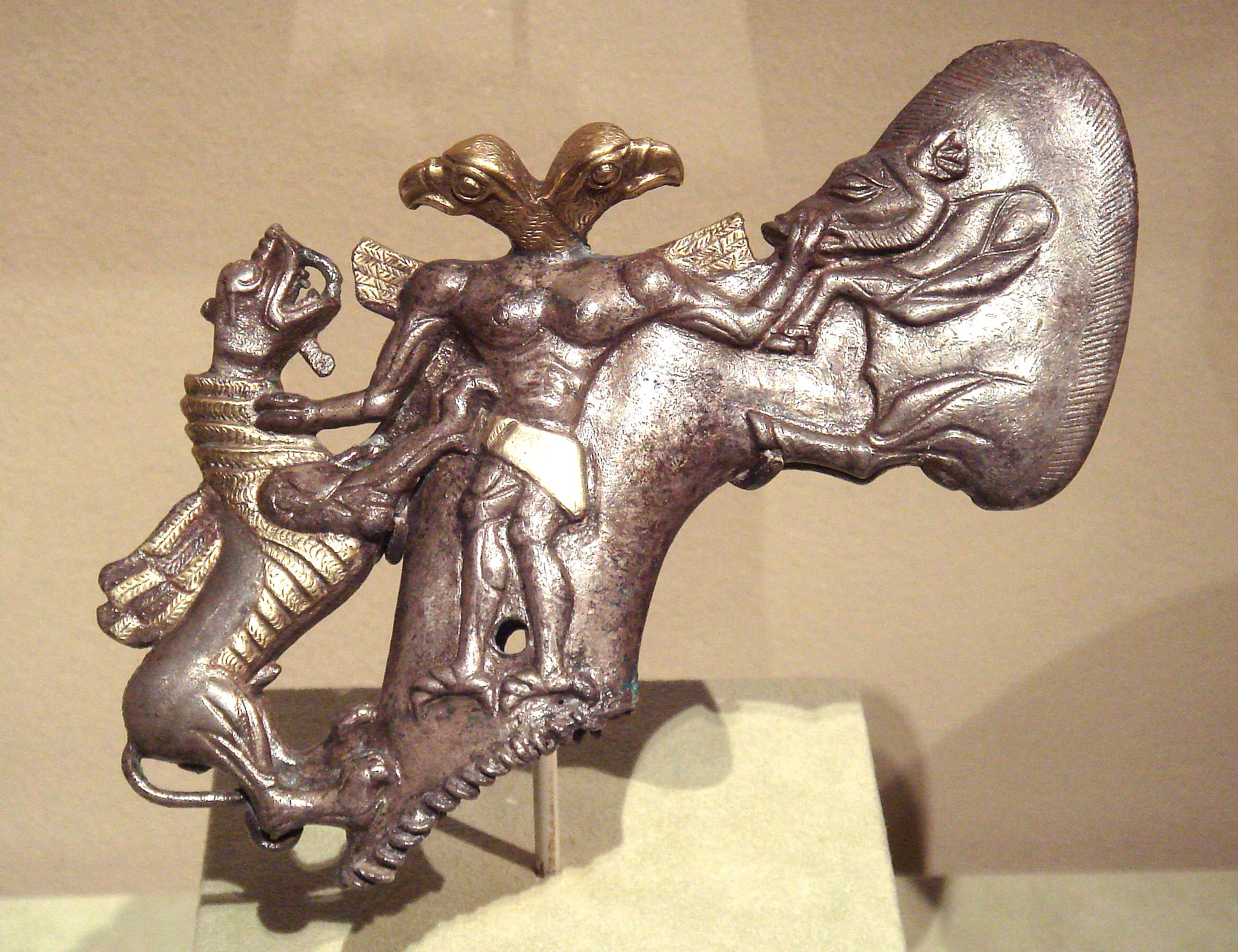
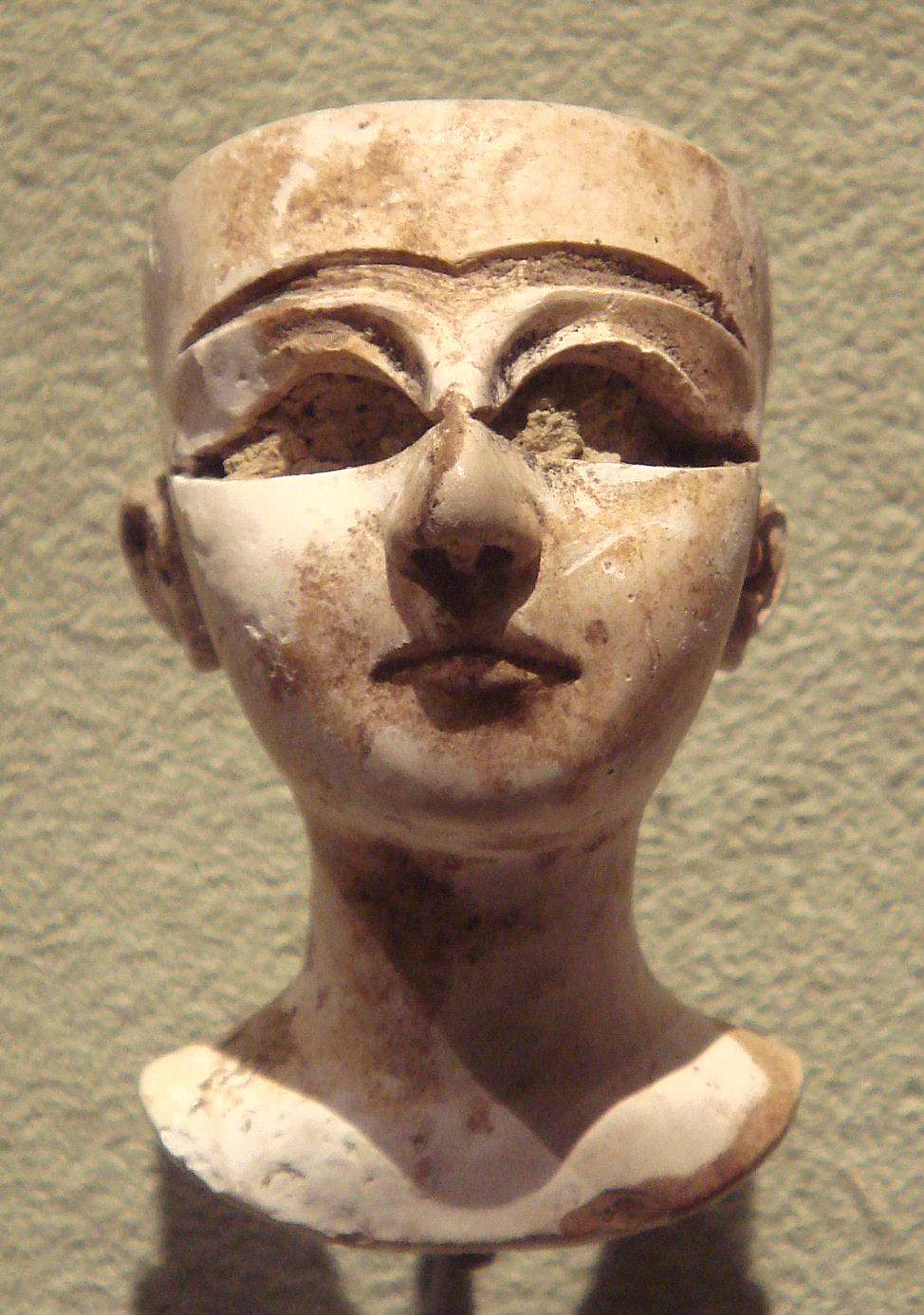
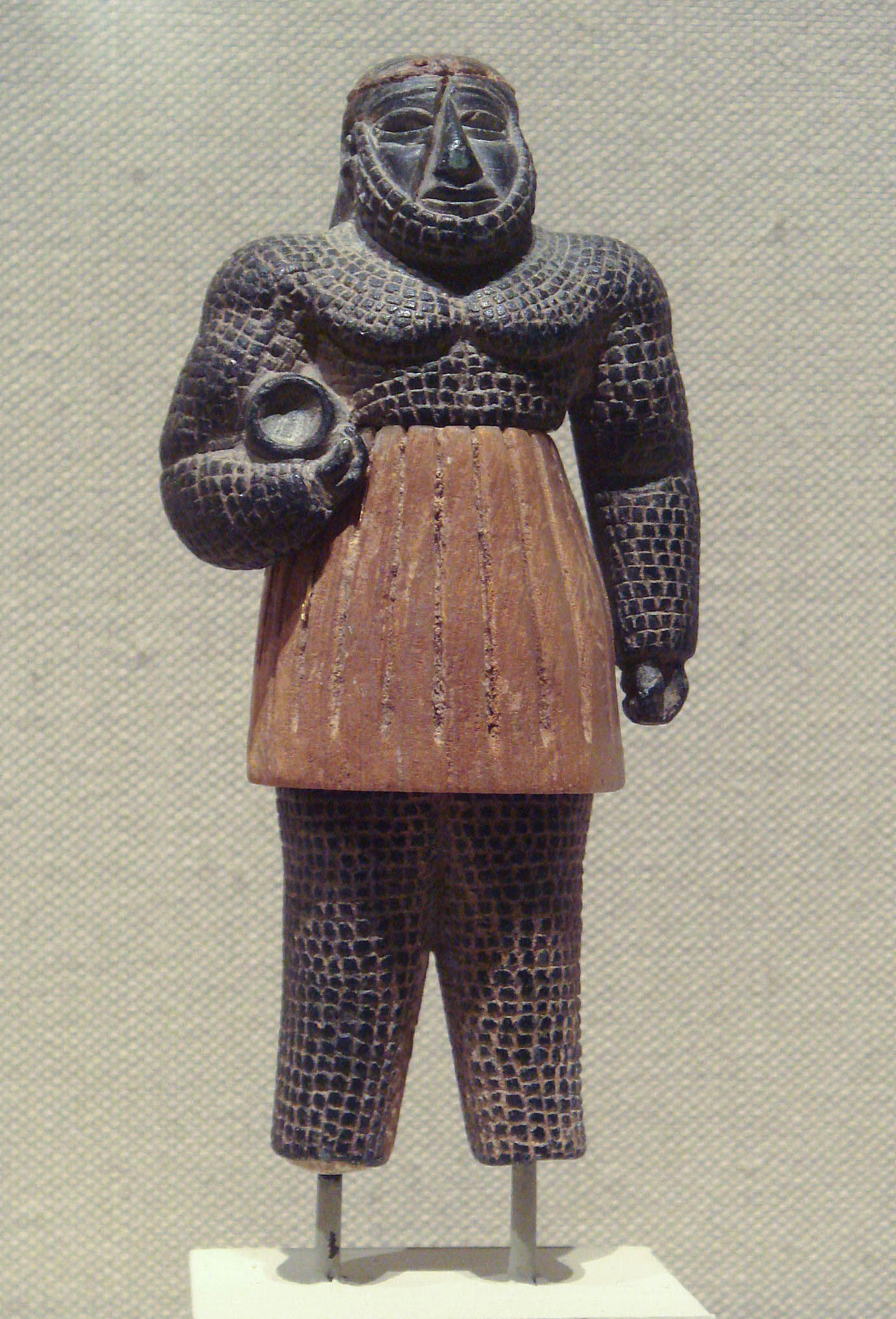
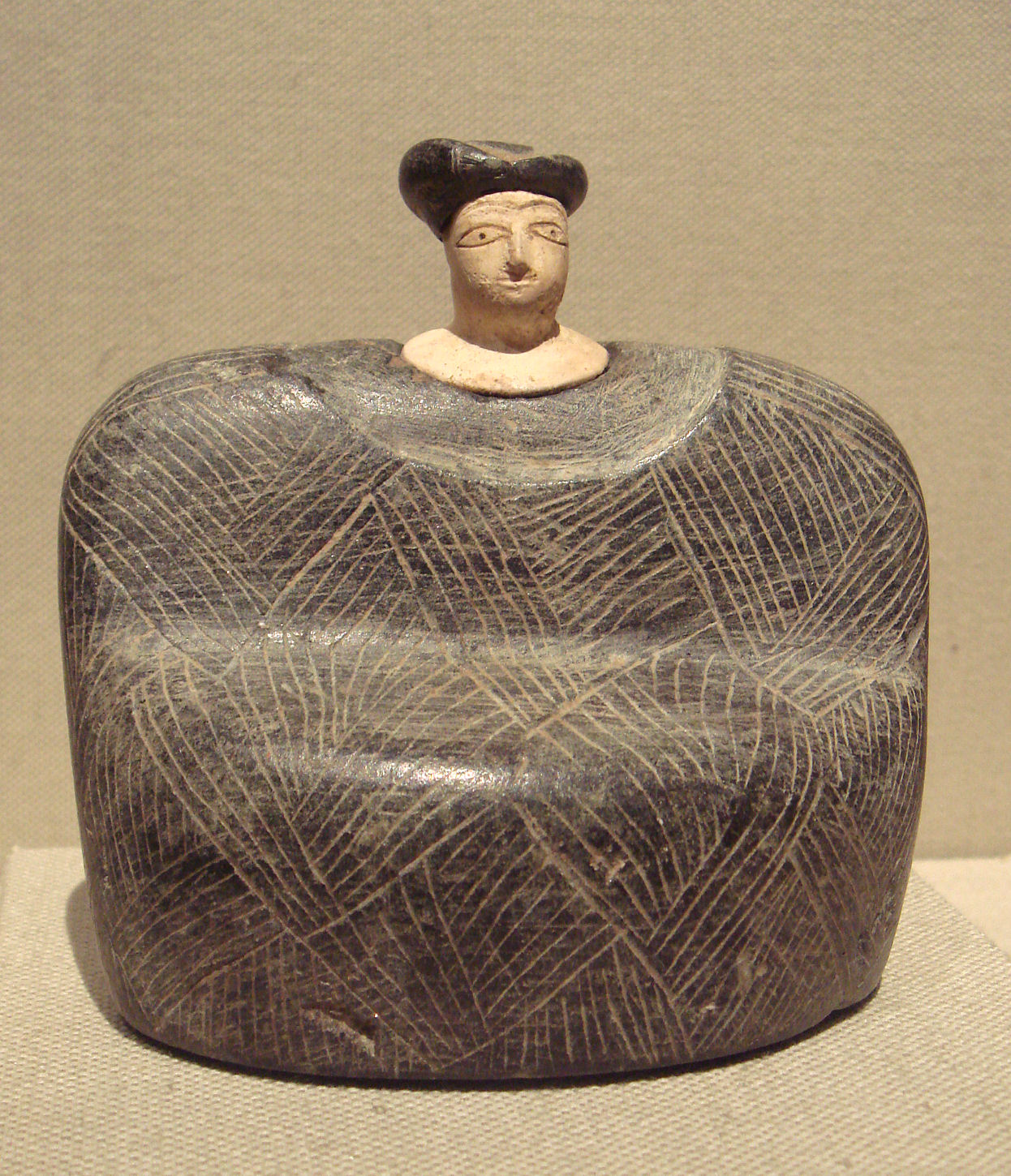
Женщина в каунакесе
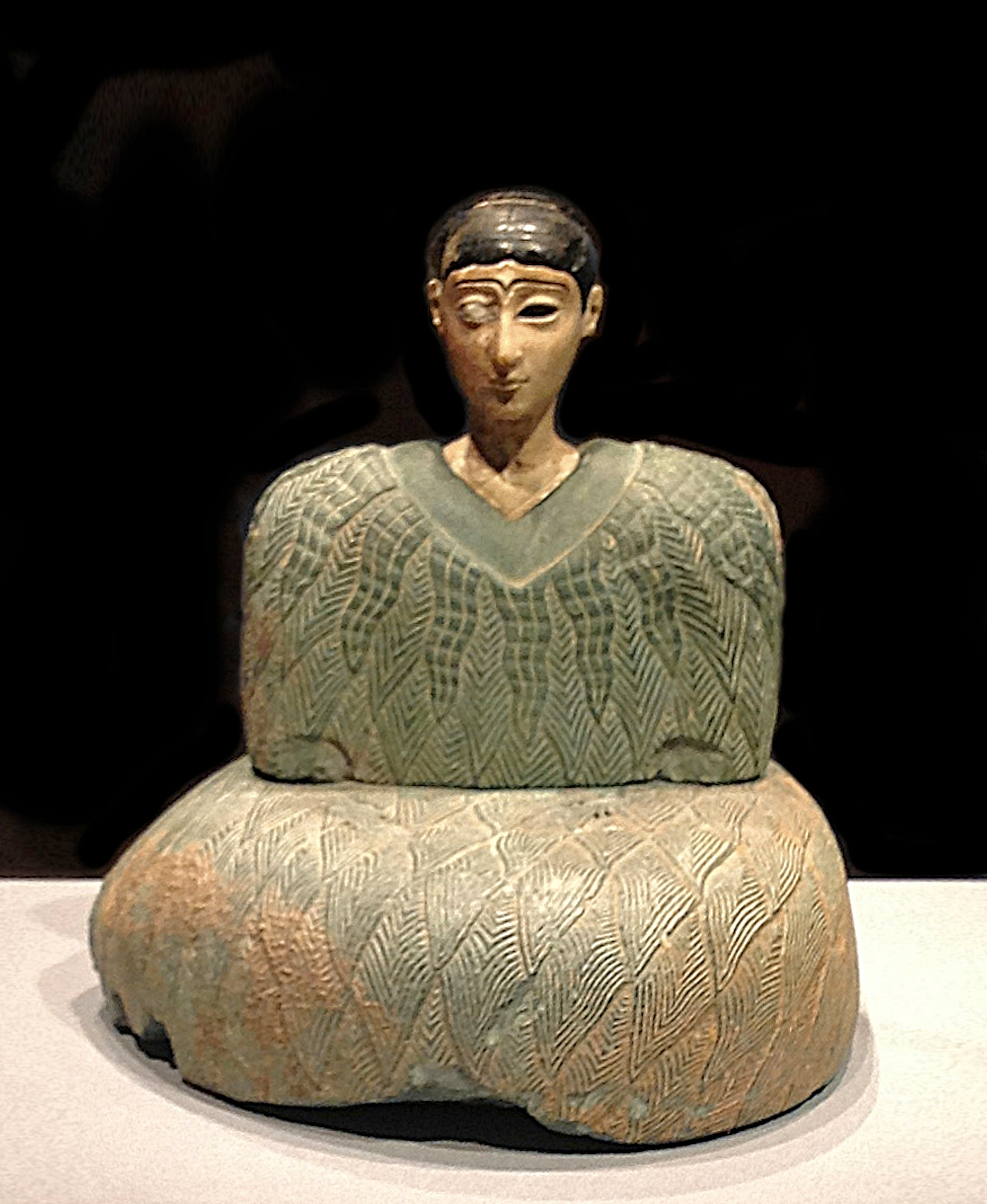
«Сидящая богиня»
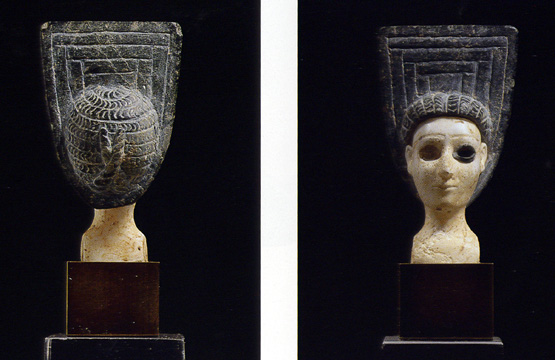
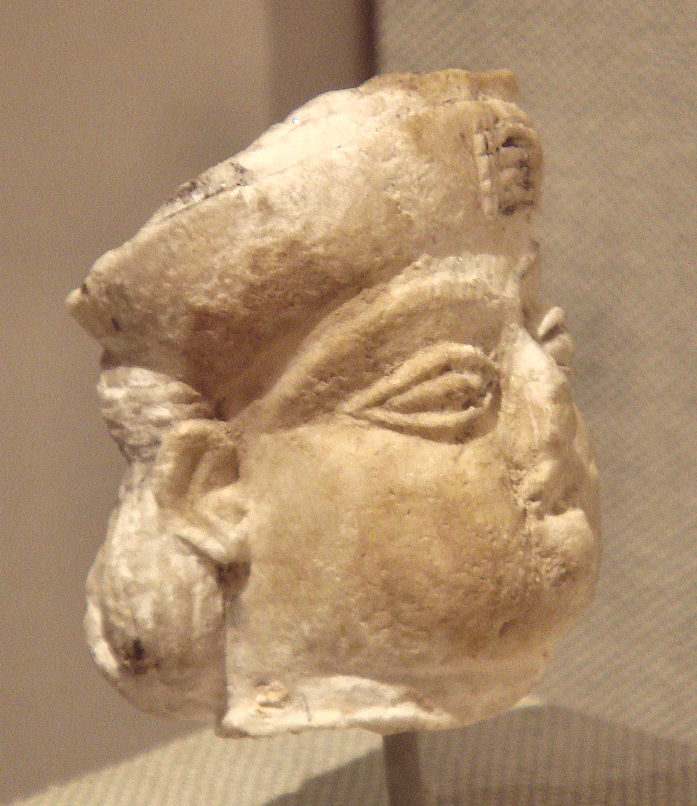

## Поселения
Афганистан:
- Дашли 3
- Хуш-Тепе (Тепе-Фуллол)

Туркменистан:
- Алтын-Депе
- Гонур-Депе
- Намазга-Тепе
- Тоголок 21
- Улуг-депе
- Бердысычран-депе

Узбекистан:
- Джаркутан
- Саппалитепа

Таджикистан:
- Саразм

Иран
- Тепе Чалов

## Видеоматериалы
- Лекция плюс фильм с интервью В.Сарианиди «Открытие века в Центральной Азии: Маргиана». Благотворительный фонд «Дельфис», 3 ноября 2009 г.